# Sporting Football Club
El Sporting Football Club es un club de fútbol con sede en San José, Costa Rica. Fue declarada oficialmente registrada por sus propietarios el 24 de junio de 2019, con el objetivo de la práctica del fútbol. Tiene como sede el Estadio Ernesto Rohrmoser y compite en la Primera División, el equipo tiene de apodo los libertos en honor al Club Sport La Libertad.
El equipo asumió la franquicia que dejó Generación Saprissa en la categoría. La razón de su creación se debe a la formación de jóvenes provenientes de la capital, así como una mayor representación del cantón central de la provincia. Representa al distrito de Pavas en la máxima categoría tras más de 35 años sin una entidad deportiva profesional.

## Historia
El 2 de marzo de 2003, un grupo de empresarios mexicanos, liderado por Jorge Vergara, llegó a Costa Rica para efectuar la compra del Deportivo Saprissa, de la Primera División de ese país, con la finalidad de adquirir todas las acciones y reducir las deudas económicas del club. Dentro del conjunto de propietarios se encontró Jorge Alarcón, quien se desempeñó como el gerente general. Los objetivos principales fueron el impulso de nuevos talentos y la trascendencia a nivel internacional, los cuales se lograron exitosamente. Por siete años se mantuvo al mando del equipo hasta la venta del mismo hacia otra administración. Durante ese tiempo, Alarcón tuvo bastante aprecio hacia el país por la oportunidad de trabajar en gerencia, por lo que no descartó volver.
El 16 de junio de 2016 se confirmó, en conferencia de prensa de los saprissistas, la desaparición del club filial que participó en Segunda División, el Generación Saprissa. Debido a esto, la franquicia quedó libre y Jorge conoció sobre esta noticia. Por ello contactó al dueño Andrés Calderón, para fundar el nuevo equipo con un nombre distinto. Calderón aceptó la propuesta y el conjunto pasó a llamarse «Sporting San José», con su sede principal en el distrito de Pavas, en la capital. El empresario afirmó que dará un incremento en el nivel futbolístico de la capital costarricense, mediante la creación de escuelas y el aporte de jugadores experimentados. Los colores azul marino y dorado fueron elegidos para el uniforme, y su primer entrenador sería Randall Row, mientras que Gerald Drummond y Marco Herrera ejercerían como los formadores de talentos, en categorías Sub-17 y Sub-20, respectivamente.
El primer partido del equipo en el Torneo de Apertura 2016 se llevó a cabo el 6 de agosto, en el Estadio "Cuty" Monge de Desamparados, debido a que su sede principal no cumplió con los requisitos de distancia entre la cancha y las paredes de la infraestructura. En esa oportunidad el rival fue Jacó Rays. Al minuto 10' del encuentro, el futbolista Cristian Carrillo logró el primer gol oficial en la historia del club, el cual significó la victoria 1-0 de los josefinos en su debut. El conjunto fue ubicado en el grupo C, finalizó de líder con 29 puntos y obtuvo 8 triunfos, 5 empates y 2 derrotas. Con este rendimiento, clasificó a los cuartos de final para tener como adversario a AS Puma Generaleña. El compromiso de ida fue en condición de visitante el 12 de noviembre, y acabó en derrota de 4-1. Para la vuelta desarrollada una semana después, los del cantón central de la capital ganaron con marcador de 1-0, pero insuficiente para el resultado agregado, por lo que quedaron eliminados.
Su segunda competencia de la temporada fue el Clausura 2017, en la cual el conjunto volvió a avanzar a la ronda eliminatoria tras acabar como tercero del grupo C. Estadísticamente contabilizó siete victorias, cinco empates y tres derrotas, para un total de veinticinco goles a favor y dieciocho en contra. En la ida de los cuartos de final, los de la capital ganaron 1-0 sobre Juventud Escazuceña en el Estadio Ernesto Rohrmoser, esto el 9 de abril. A pesar de perder 2-1 en la vuelta disputada en el Estadio Nicolás Masís, la serie se definió mediante los penales por la igualdad agregada a dos tantos. En esa oportunidad, las cifras de 2-3 favorecieron al equipo para continuar en el torneo. Sin embargo, las dos pérdidas en semifinales de 0-1 en la ida y 4-0 en la vuelta frente a Jicaral, repercutieron en la eliminación del club. Por otro lado, el máximo anotador del primer año para los josefinos fue Byron Bonilla, quien realizó ocho goles.
El 5 de septiembre de 2019 renovó su escudo y colores, utilizando el blanco y negro como homenaje al extinto equipo de La Libertad. Asimismo se renombró a «Sporting Football Club».
El 23 de junio de 2020, el Sporting F.C. logró ganar la gran final de la liga de ascenso, tras vencer a Juventud Escasuzeña en el marcador 2-0, y con esto ascender a la Primera División de Costa Rica por primera vez en su historia.

## Estadio

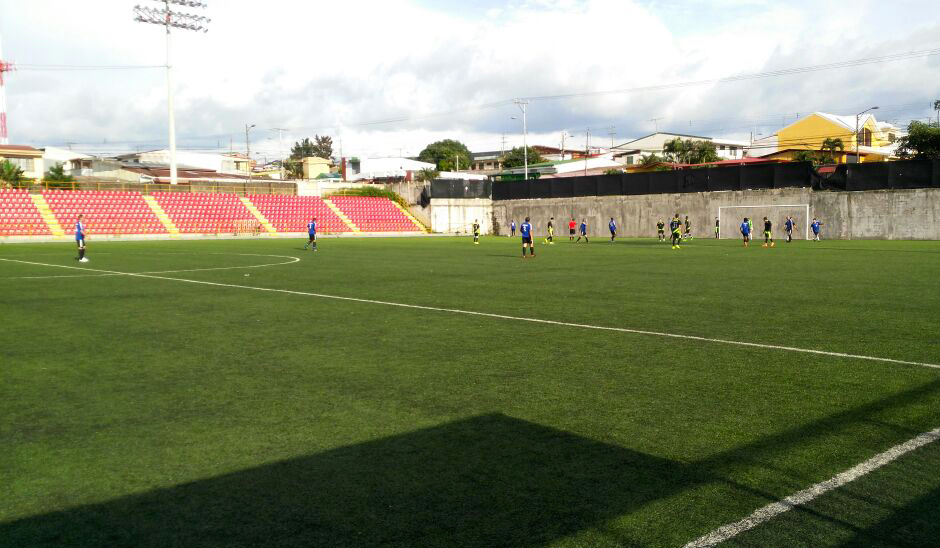
El equipo jugó su primera temporada en el Estadio Ernesto Rohrmoser.

El estadio donde el Sporting Football Club juega sus partidos como local es el Ernesto Rohrmoser, situado en Pavas, San José, con un aforo de 3.000 espectadores. El escenario fue reinaugurado el 28 de febrero de 2013, para los Juegos Centroamericanos de ese año. Antes de la fundación del equipo, la sede fue utilizada por otros clubes de Segunda División, así como en diversos deportes, por lo que Jorge Alarcón negoció las gestiones de propiedad con Johnny Araya, alcalde de San José.

## Datos del club

### Primera División
- Primer partido:  21 de agosto de 2020, vs Limón F. C..[8]
- Primera victoria: 30 de agosto de 2020, 1-0 vs Jiracal Sercobal.[9]
- Primera victoria como local: 30 de agosto de 2020, 1-0 vs Jiracal Sercobal.[9]
- Primera victoria como visitante: 12 de septiembre de 2020, 1-0 vs A. D. San Carlos.[10]
- Primera derrota: 9 de septiembre de 2020, 2-3 vs C. S. Cartaginés.[11]
- Primera derrota como local: 9 de septiembre de 2020, 2-3 vs C. S. Cartaginés.[11]
- Primera derrota como visitante: 7 de octubre de 2020, 1-2 vs Deportivo Saprissa.[12]
- Primer gol:  Bryan Vega, vs Limón F. C..[13]
- Mayor goleada a favor: 1 de diciembre de 2024, 6-2 vs C. S. Cartaginés.[11]

### Torneo de Copa
- Primer partido: 18 de noviembre de 2022, vs Municipal Pérez Zeledón.[14]
- Primera victoria: 18 de noviembre de 2022, 1-0 vs Municipal Pérez Zeledón.[14]
- Primera victoria como local: 18 de noviembre de 2022, 1-0 vs Municipal Pérez Zeledón.[14]
- Primera victoria como visitante: 22 de noviembre de 2022, 4-1 vs Municipal Pérez Zeledón.[15]
- Primera derrota: 3 de diciembre de 2022, 1-2 vs C. S. Cartaginés.[16]
- Primera derrota como local: No determinado.
- Primera derrota como visitante: 3 de diciembre de 2022, 1-2 vs C. S. Cartaginés.[16]
- Primer gol: 18 de noviembre de 2022,  Brian Martínez vs Municipal Pérez Zeledón.[14]
- Mayor goleada a favor: 22 de noviembre de 2022, 4-1 vs Municipal Pérez Zeledón.[14]

## Jugadores

### Transferencias Apertura 2025
| Altas                      | Altas         | Altas                       | Altas           | Altas |
| Jugador                    | Posición      | Procedencia                 | Tipo            |       |
| -------------------------- | ------------- | --------------------------- | --------------- | ----- |
| Leonel Moreira             | Portero       | Puntarenas F.C.             | Libre           |       |
| Alejandro Chaves           | Portero       | Municipal Grecia            | Fin de préstamo |       |
| Kevin Espinoza             | Defensa       | Club Sport Cartaginés       | Libre           |       |
| Fabio Cordero              | Defensa       | Asociación Deportiva Sarchí | Fin de préstamo |       |
| Douglas Sequeira           | Defensa       | Deportivo Saprissa          | Préstamo        |       |
| Jefry Valverde             | Defensa       | Deportivo Saprissa          | Préstamo        |       |
| Yoserth Hernández          | Mediocampista | Deportivo Saprissa          | Préstamo        |       |
| Armando Ruíz               | Mediocampista | Santos de Guápiles          |                 |       |
| Josimar Méndez             | Mediocampista | Club Sport Herediano        | Libre           |       |
| Carlos Pineda (futbolista) | Mediocampista | Club Deportivo Olimpia      | Libre           |       |
| Erick "Cubo" Torres        | Delantero     | C.S. Herediano              | Libre           |       |
| Ariel Arauz                | Delantero     | Santos de Guápiles          | Préstamo        |       |
| Alexis Cundumí             | Delantero     | Puntarenas F.C.             | Préstamo        |       |

### Bajas
| Bajas                  | Bajas         | Bajas                           | Bajas           | Bajas |
| Jugador                | Posición      | Destino                         | Tipo            |       |
| ---------------------- | ------------- | ------------------------------- | --------------- | ----- |
| Adonis Pineda          | Portero       | Puntarenas F.C.                 | Préstamo        |       |
| Leonardo Quirós        | Portero       | Escorpiones de Belén            | Préstamo        |       |
| Pablo Arboine          | Defensa       | Deportivo Saprissa              | Fin de préstamo |       |
| Luis Donaldo Hernández | Defensa       | Bandera de ?                    | Fin de contrato |       |
| Víctor Medina          | Mediocampista | Tauro Fútbol Club               | Fin de préstamo |       |
| Jaylon Hadden          | Mediocampista | Asociación Deportiva San Carlos | Fin de préstamo |       |
| Kendall Porras         | Mediocampista | Municipal Pérez Zeledón         | Fin de contrato |       |
| Anthony López          | Mediocampista | Municipal Pérez Zeledón         | Fin de contrato |       |
| Harry Rojas            | Mediocampista | Asociación Deportiva San Carlos | Fin de contrato |       |
| Youstin Salas          | Mediocampista | Brisbane Roar Football Club     | préstamo        |       |
| Doryan Rodríguez       | Delantero     | Liga Deportiva Alajuelense      | Fin de préstamo |       |
| Steven Cárdenas        | Delantero     | CSD Xelajú                      | Fin de contrato |       |

## Entrenadores
| - Randall Row (2016-2020) - José Giacone (2021-2023) - Francisco Palencia (2023-2024) - Hernán Medford (2024) - Randall Azofeifa (2024) - Luis Antonio Marín (2024-presente) |

## Palmarés

### Títulos nacionales
| Competiciones nacionales       | Títulos | Subcampeonatos |
| ------------------------------ | ------- | -------------- |
| Segunda División de Costa Rica | 2020    |                |

## Secciones deportivas

### Sporting Football Club Femenino
El Sporting Football Club, cuenta con un equipo femenino que disputa la máxima categoría femenina, la institución fue creada desde el 2020.

### Sporting Football Club Amputados
El Sporting Football Club, cuenta con un equipo para amputados, la institución fue creada desde el 2020. En el 2022, obtuvo su primer título tras eliminar a Alajuelense por el marcador global 2-1.

### Sporting Football Club Futsal
El Sporting Football Club cuenta con un equipo de la primera división de futsal, creada su institución desde el 2023.

## Presidentes
- Jorge Alarcón (2016-2019)
- Osael Maroto (2019-2023)
- José Maroto (2023-presente)